# Leistungsklasse A 2002/03
Die Saison 2002/2003 der Leistungsklasse A war die 14. Austragung der höchsten Spielklasse im Schweizer Fraueneishockey und zugleich die 17. Schweizer Meisterschaft. Den Titel gewann zum dritten Mal in der Vereinsgeschichte der SC Reinach.

## Modus
Der vor der Saison 2001/02 eingeführte Spielmodus mit 20 Spielrunden und einem Finalturniers wurde beibehalten. Die 4 besten Mannschaften nach der Qualifikation spielen im Halbfinal die zwei Teilnehmer am Final aus, in dem anschliessend der Schweizer Meister ermittelt wird.
Die 2001 eingeführte Best-of-Three-Serie zwischen dem Letztplatzierten der LKA und dem Meister der LKB wurde wieder abgeschafft, der Letztplatzierte der LKA steigt direkt in die LKB ab.

## Hauptrunde
Vor der Saison zog der DSC St. Gallen in das neue Stadion in Romanshorn um und benannte sich in DSC Oberthurgau um. Zudem kooperierte der DHC Lyss mit dem DEHC Biel, um in allen Spielklassen Mannschaften stellen zu können.
Abkürzungen:S = Siege, U= Unentschieden, N = Niederlagen
| Rang | Verein                | Spiele | S  | U | N  | Tore   | Punkte |
| ---- | --------------------- | ------ | -- | - | -- | ------ | ------ |
| 1.   | HC Lugano             | 20     | 15 | 1 | 4  | 128:63 | 31     |
| 2.   | DHC Lyss              | 20     | 11 | 1 | 8  | 075:71 | 23     |
| 3.   | EHC Illnau-Effretikon | 20     | 7  | 4 | 9  | 049:63 | 18     |
| 4.   | SC Reinach            | 20     | 8  | 2 | 10 | 053:69 | 18     |
| 5.   | DSC Oberthurgau       | 20     | 6  | 4 | 10 | 046:60 | 16     |
| 6.   | DHC Langenthal        | 20     | 5  | 4 | 11 | 071:96 | 14     |

## Finalturnier
|  | Halbfinal | Halbfinal             | Halbfinal |                  |  | Final | Final                 | Final |
|  |           |                       |           |                  |  |       |                       |       |
|  |           |                       |           |                  |  |       |                       |       |
|  | 2.        | DHC Lyss              | 7         |                  |  |       |                       |       |
|  | 3.        | EHC Illnau-Effretikon | 4         |                  |  | 2.    | DHC Lyss              | 2     |
|  |           |                       |           |                  |  | 4.    | SC Reinach            | 3     |
|  |           |                       |           |                  |  |       |                       |       |
|  |           |                       |           | Spiel um Platz 3 |  |       |                       |       |
|  | 1.        | HC Lugano             | 4         |                  |  |       |                       |       |
|  | 4.        | SC Reinach            | 5         |                  |  | 1.    | HC Lugano             | 9     |
|  |           |                       |           |                  |  | 3.    | EHC Illnau-Effretikon | 4     |
|  |           |                       |           |                  |  |       |                       |       |

Halbfinale
| 8. März 2003 14.00 Uhr | DHC Lyss Jeanette Marty (8.) Maritta Becker (15.) Ramona Fuhrer (20.) Stefanie Lutz (32.) Larissa Tschantré (40.) Stefanie Lutz (41.) Maritta Becker (60.) | 7:4 (3:0, 2:0, 2:4) [ Spielbericht] | EHC Illnau-Effretikon Christine Meier (42.) Isabelle Hugentobler (53.) Claudia Peter (53.) Anita Steinmann (58.) | Eissportzentrum, Romanshorn Zuschauer: 230 |

| 8. März 2003 17.30 Uhr | HC Lugano Jessica Naretto (29.) Anja Wieland (35.) Carisa Zaban (45.) Alana Blahoski (50.) | 4:5 n. P. (0:2, 2:0, 2:2, 0:0) [ Spielbericht] | SC Reinach Nicky Walder (15.) Elisabeth Ingold (17.) Sanna Lankosaari (41.) Nicky Walder (60.) Sanna Lankosaari (PS) | Eissportzentrum, Romanshorn Zuschauer: 250 |

Spiel um Platz 3
| 9. März 2003 13.00 Uhr | HC Lugano Silvia Rossinelli (6.) Kerry Maher (13.) Daniela D’Elia (15.) Carisa Zaban (16.) Anja Wieland (18.) Carisa Zaban (32.) Nicole Bullo (35.) Silvia Rossinelli (47.) Alana Blahoski (58.) | 9:4 (5:1, 2:2, 2:1) [ Spielbericht] | EHC Illnau-Effretikon Susan McKenzie (5.) Christine Meier (28.) Anita Steinmann (38.) Sandra Cattaneo (41.) | Eissportzentrum, Romanshorn Zuschauer: 230 |

Finale
| 9. März 2003 16:30 Uhr | DHC Lyss Stéphanie Gyseler (11.) Maritta Becker (48.) | 2:3 (1:1, 0:1,1:1) [ Spielbericht] | SC Reinach Sanna Lankosaari (11.) Helga Schneiter (30.) Rebekka Müller (58.) | Eissportzentrum, Romanshorn Zuschauer: 400 |

All-Star-Team
- Tor: Sarina Köppel (Reinach)
- Verteidigung: Prisca Mosimann (Reinach) Kerry Maher (Lugano)
- Sturm: Sanna Lankosaari (Reinach), Carisa Zaban (Lugano), Jessica Naretto (Lugano)

## Kader des Schweizer Meisters
| Schweizer Meister SC Reinach | Torhüter: Sarina Köppel, Nicole Mathys Verteidiger: Helga Schneiter, Rebecca Eichenberger, Prisca Mosimann, Elisabeth Ingold, Angreifer: Rebekka Müller, Janine Affentranger, Sanna Lankosaari, Melanie Häfliger, Claudia Riechsteiner, Nicole Walder, Jeanine Meier, Fabienne Senn, Claudia Steiger Cheftrainer: Gregor Seiler |

## Beste Scorer
Quelle: frauenhockey.ch; Fett: Bestwert
| Spieler           | Mannschaft        | Tore | Assists | Punkte |
| ----------------- | ----------------- | ---- | ------- | ------ |
| Carisa Zaban      | Lugano            | 42   | 16      | 58     |
| Jessica Naretto   | Lugano            | 22   | 14      | 36     |
| Rachel Denner     | Langenthal        | 23   | 10      | 33     |
| Alana Blahoski    | Lugano            | 17   | 12      | 29     |
| Maritta Becker    | Lyss              | 20   | 8       | 28     |
| Sanna Lankosaari  | Reinach           | 21   | 6       | 27     |
| Jeanette Marty    | Lyss              | 15   | 12      | 27     |
| Anja Wieland      | Lugano            | 11   | 12      | 23     |
| Amanda Pressenger | Langenthal        | 7    | 14      | 21     |
| Kerry Maher       | Lugano            | 10   | 9       | 19     |
| Ramona Fuhrer     | Lyss              | 9    | 9       | 18     |
| Nicole Bullo      | Lugano            | 9    | 9       | 18     |
| Sandrine Ray      | Lugano            | 8    | 10      | 18     |
| Tina Schumacher   | Lyss              | 6    | 10      | 16     |
| Christine Meier   | Illnau-Effretikon | 11   | 3       | 14     |